# Seetakt (radar)

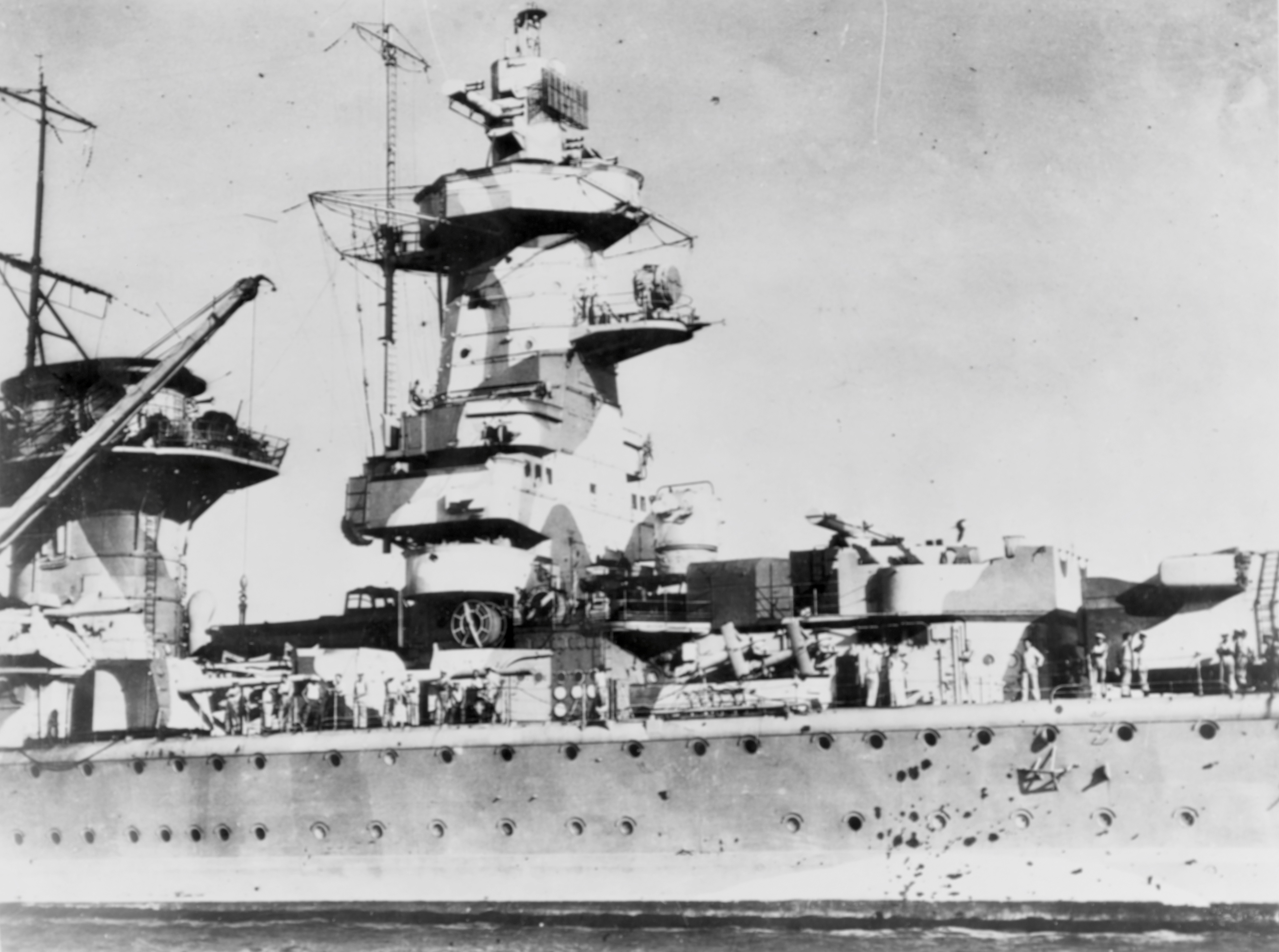
Antena radaru Seetakt na krążowniku „Admiral Graff Spee”

Seetakt (Seetaktisch – morski taktyczny) – niemiecki morski radar wykrywania i artyleryjski. Używany od początku II wojny światowej przez okręty Kriegsmarine. Seetakt jest ogólną nazwą dla całej linii radarów.

## Rozwój
Radar został zbudowany w firmie GEMA, rozwijany wraz z radarem Freya.
Pierwsze wersje radaru pracowały na częstotliwości 600 MHz (fala długości 50 cm).
W 1939 wyprodukowano ulepszoną wersję Date 1 pracującą w zakresie od 368 do 390 MHz (długość fali od 81.5 do 71 cm). Radar pracował w trybie impulsowym, osiągając moc impulsu 8 kW, przy częstotliwości powtarzania 500 Hz.
Radar, w dobrych warunkach, był w stanie wykryć okręt z odległości do 32 km (zależnie od wysokości ustawienia anteny nad powierzchnią). Dokładność wyznaczania odległości była rzędu 50 m.
W okresie przedwojennym i w trakcie wojny używano trzech systemów oznaczeń radarów .
Kolejne wersje były najczęściej oznaczane jako FuMO (Funk Meβsgerät Ortung – radar aktywny)
- FuMG 38 G – częstotliwość ok. 500 MHz, moc impulsu 1 kW, zasięg około 25 km i dokładność kątowa namiaru +/-5 st. Ta wersja radaru była zamontowana na Admiral Graff Spee. Antena radaru, o wymiarach 0.8m x 1.8m, zamocowana była do dalmierza i obracała się wraz z nim. [2]
- FuMO 21
- FuMO 22 (FMG 39 (gO))
- FuMO 23 – pancernik „Bismarck” był wyposażony w ten typ radaru.
- FuMO 27 – zainstalowany na krążowniku „Prinz Eugen” w trakcie rajdu wespół z Bismarckiem

Wersje instalowane na okrętach podwodnych:
- FuMO 29 (FMG 41G (gU)) – antena na stałe zamontowana na kiosku, zasięg 7 km, kąt widzenia 60 st.
- FuMO 30 (FMG 42G (gU)) – wprowadzony na przełomie 42/43, częstotliwość pracy 368 MHz, obrotowa antena o wymiarach 1.4x1 m

## Zastosowanie
W 1939 po wybuchu wojny radar ten był zainstalowany na okręcie Admiral Graf Spee.